# 6-os busz (Győr)
A 6-os győri autóbusz a 2009. évi átszervezésektől kezdve közlekedik, teljesen új járatként. Addig hosszú évtizedeken keresztül a városban ilyen számozású autóbusz útvonal nem létezett. A járat Szitásdomb és Kismegyer városrészeket köti össze ÉK-DNY-i irányban. Útközben érinti a belvárost, Nádorvárost, és a József Attila lakótelepet.

## Közlekedése
Munkanapokon, csúcsidőben 30 percenként, napközben 40 percenként, kora este valamint hétvégén egész nap óránként közlekedik az 5-ös járatcsaláddal hangoltan.

## Története
A városközpont és Kismegyer közötti járat már az 1950-es évektől közlekedett, és az 1960-as évek első felében kapta az 5-ös számot. A városközpont és Sáráspuszta között az 1960-as évek végétől közlekedett helyi buszjárat, kezdetben 11A, majd 16-os vonalszámon. Ekkoriban a járatok még viszonylag rendszertelenül (nagy vonalakban óránként) indultak, az 1970-es évektől jártak valóban ütemesen, az 5-ös kezdetben félóránként, a 16-os óránként, majd az évtized végére mindkét viszonylatot sűrítették csúcsidőben (20, illetve 30 perces követésűre). A kiskerteket is kiszolgáló 16-os vonal sajátossága volt, hogy szombati munkanap eltörlése után is megmaradt a munkanapival egyező járatsűrűség. A két járat belső végállomása 1978-ban a Révai utcába került. A 6-os járat elődjének tekinthető a napi néhány alkalommal közlekedő 17Y busz is, mely Adyvárost (majd a 80-as évektől a Zöld utcát) kötötte össze az Közlekedési és Távközlési Műszaki Főiskolával (a mai Széchenyi István Egyetemmel), igaz az akkori 17-es busz meghosszabbításaként a maitól eltérő útvonalon, a Széchenyi híd átadását követően gyakorlatilag gyorsjáratként. Az új 6-os viszonylatot 2009-ben hozták létre az ekkorra már ritkábban közlekedő 16-os „újjáélesztésével”, és az egyébként megmaradó 5-ös busz kiegészítéseként – útvonala ugyanis csak részben egyezik az eredeti járattal, a 6-os tesz egy komolyabb szabadhegyi kitérőt is a egykori 4-es vonal korábban rosszul ellátott szakaszán.
2020. január 25-étől meghosszabbított útvonalon, a Vámosszabadihoz tartozó szitásdombi lakótelepig közlekedik.
2022. április 9-től Szitásdomb felé megáll a 14-es út, Zemplén utca megállóhelyen is.

## Útvonala
Kismegyer közlekedését továbbra is az 5-ös és 6-os jelzésű autóbuszok biztosítják, azonban útvonaluk változott: az 5-ös autóbusz régi vonalán, végig a Szent Imre úton (a legrövidebb útvonalon) közlekedik a Révai Miklós utcáig, míg a 6-os a Jereváni út, a Plaza és a kórház érintésével, a belvároson áthaladva, az egyetem érintésével Szitásdombig jár. Ezáltal számos új összeköttetés jött létre a városrészek között, és kedvezőbbé vált többek között a József Attila lakótelep és a vásárcsarnok kapcsolata is. Az Agroker és Raktárváros kiszolgálását továbbra is 5B, 5R jelzéssel az 5-ös vonalról betérő járatok biztosítják.
| Kismegyer, Arató utca, Major utca felé | Szitásdomb, Sárási út felé |
| --- | --- |
| Szitásdomb, Sárási út – Sármány utca – Szitásdomb utca – Galántai út – Zemplén utca – Hédervári út – Kálóczy tér – Kossuth híd – Móricz Zsigmond alsórakpart – Móricz Zsigmond rakpart – Vas Gereben utca – Nagymegyeri út – Szent István út – Gárdonyi Géza utca – Révai Miklós utca – Városház tér – Szent István út – Baross Gábor híd – Baross Gábor út – Wesselényi utca – Bartók Béla út – Szent Imre út – Vasvári Pál utca – Tihanyi Árpád út – Jereváni út – József Attila utca – Szent Imre út – Sági út – Arató utca – Kismegyer, Arató utca, Major utca | Kismegyer, Arató utca, Major utca – Arató utca – Sági út – Szent Imre út – József Attila utca – Jereváni út – Tihanyi Árpád út – Vasvári Pál utca – Szent Imre út – Bartók Béla út – Hunyadi utca – Baross Gábor híd – Szent István út – Nagymegyeri út – Vas Gereben utca – Móricz Zsigmond rakpart – Móricz Zsigmond alsórakpart – Kossuth híd – Rónay Jácint utca – Hédervári út – Zemplén utca – Galántai út – Szitásdomb utca – Sármány utca – Szitásdomb, Sárási út |

## Megállóhelyei
| 6 (Szitásdomb, Sárási út – Kismegyer, Arató utca, Major utca) | 6 (Szitásdomb, Sárási út – Kismegyer, Arató utca, Major utca) | 6 (Szitásdomb, Sárási út – Kismegyer, Arató utca, Major utca) | 6 (Szitásdomb, Sárási út – Kismegyer, Arató utca, Major utca)               | 6 (Szitásdomb, Sárási út – Kismegyer, Arató utca, Major utca) | 6 (Szitásdomb, Sárási út – Kismegyer, Arató utca, Major utca) | 6 (Szitásdomb, Sárási út – Kismegyer, Arató utca, Major utca) | 6 (Szitásdomb, Sárási út – Kismegyer, Arató utca, Major utca) | 6 (Szitásdomb, Sárási út – Kismegyer, Arató utca, Major utca) |
| Perc (↓)                                                      | Perc (↓)                                                      | Perc (↓)                                                      | Megállóhely                                                                 | Perc (↑)                                                      | Perc (↑)                                                      | Perc (↑)                                                      | Átszállási kapcsolatok | Fontosabb létesítmények |
| ------------------------------------------------------------- | ------------------------------------------------------------- | ------------------------------------------------------------- | --------------------------------------------------------------------------- | ------------------------------------------------------------- | ------------------------------------------------------------- | ------------------------------------------------------------- | --- | --- |
| 0                                                             | 0                                                             | 0                                                             | Szitásdomb, Sárási út végállomás                                            | 39                                                            | 35                                                            | 45                                                            | | |
| 1                                                             | 1                                                             | 1                                                             | Csipkerózsa utca                                                            | 38                                                            | 34                                                            | 44                                                            | | |
| 2                                                             | 2                                                             | 2                                                             | Sárás, Medvei utca                                                          | 37                                                            | 33                                                            | 43                                                            | | |
| 3                                                             | 3                                                             | 3                                                             | Írisz utca                                                                  | 36                                                            | 32                                                            | 41                                                            | | |
| 5                                                             | 4                                                             | 5                                                             | Galántai út, Ciklámen utca                                                  | 35                                                            | 31                                                            | 40                                                            | | |
| ∫                                                             | ∫                                                             | ∫                                                             | 14-es út, Zemplén utca                                                      | 34                                                            | 30                                                            | 39                                                            | 16 | Sporttelep |
| 6                                                             | 5                                                             | 6                                                             | Hédervári út, Zemplén utca                                                  | 33                                                            | 29                                                            | 38                                                            | | |
| 7                                                             | 6                                                             | 7                                                             | Pöltenberg utca                                                             | 32                                                            | 28                                                            | 37                                                            | | |
| 8                                                             | 7                                                             | 8                                                             | Duna utca                                                                   | 31                                                            | 27                                                            | 36                                                            | | Széchenyi István Egyetem Állam- és Jogtudományi Kar, Révfalusi víztorony |
| 10                                                            | 8                                                             | 12                                                            | Széchenyi István Egyetem (↓) Rónay Jácint utca (↑)                          | 30                                                            | 26                                                            | 34                                                            | 2B, 9, 11, 12Y, 29 | Széchenyi István Egyetem, Hédervári úti Óvoda, Szentháromság templom, Posta, Tulipános Általános Iskola, Bóbita Óvoda |
| 11                                                            | 9                                                             | 13                                                            | Kálóczy tér                                                                 | ∫                                                             | ∫                                                             | ∫                                                             | 9, 29 | Szentháromság templom, Bridge Hallgatói Klub, Teniszcentrum, Széchenyi István Egyetem, Kálóczy tér |
| 13                                                            | 11                                                            | 15                                                            | Dunakapu tér                                                                | 28                                                            | 24                                                            | 32                                                            | 9, 19, 29 | Kossuth híd, Káptalandomb, Győri Hittudományi Főiskola, Püspöki Székesegyház, Püspökvár-Toronykilátó, Dunakapu mélygarázs, Dunakapu tér |
| 14                                                            | 12                                                            | 16                                                            | Dunapart Rezidencia                                                         | 27                                                            | 23                                                            | 31                                                            | 9, 19, 29 | Dunapart Rezidencia, Sportorvosi rendelő, Prohászka Ottokár Orsolyita Gimnázium, Általános Iskola és Óvoda, Türr István úti Bölcsőde, Richter János Zeneművészeti Szakgimnázium, Országos Mérésügyi Hivatal                                                         |
| 15                                                            | 13                                                            | 17                                                            | Vas Gereben utca                                                            | 25                                                            | 21                                                            | 29                                                            | 9, 19, 29 | ÁRKÁD, Richter János Zeneművészeti Szakgimnázium, Mentőállomás |
| 17                                                            | 15                                                            | 19                                                            | Budai út, Árkád üzletház (↓) 14-es út, Árkád üzletház (↑)                   | 24                                                            | 20                                                            | 28                                                            | 2B, 7, 8, 8Y, 10, 12, 12A, 12Y, 13, 13B, 14, 14A, 14B, 16, 17, 17B, 30, 30A, 30B, 31, 31A | ÁRKÁD |
| 19                                                            | 17                                                            | 22                                                            | Gárdonyi Géza utca (↓) Szent István út, Iparkamara (↑)                      | 22                                                            | 18                                                            | 26                                                            | 7, 8, 8Y, 10, 11, 11Y, 12, 12A, 12Y, 13, 13B, 14, 14A, 14B, 15, 15A, 16, 30, 30A, 30B, 30Y, 31, 31A, 42 | Győr-Moson-Sopron Vármegyei Kereskedelmi és Iparkamara, GYSZSZC Deák Ferenc Közgazdasági Szakgimnáziuma, Révai Parkolóház, Bisinger József park |
| 20                                                            | 18                                                            | 25                                                            | Révai Miklós utca                                                           | ∫                                                             | ∫                                                             | ∫                                                             | 1, 1A, 1B, 2, 2B, 5, 5B, 5R, 7, 8, 8Y, 9, 9A, 11, 12, 12A, 12Y, 13, 13B, 14, 14A, 14B, 15, 15A, 17, 17B, 19, 19A, 21, 21B, 22, 22A, 22B, 22Y, 29, 30, 30A, 30B, 30Y, 31, 31A, 37, 38, 38A, 42 Távolsági járatok S10 G10 , IC, InterRégió, EC, EN, ER, gyorsvonat, expresszvonat, | Győr Helyi autóbusz-állomás, Bisinger József park, Posta, Városháza, Kormányablak |
| 21                                                            | 19                                                            | 26                                                            | Városháza (↓) Baross Gábor híd, belvárosi hídfő (↑)                         | 21                                                            | 17                                                            | 24                                                            | 1, 1A, 1B, 2, 2B, 5, 5B, 5R, 7, 8, 8Y, 9, 9A, 11, 12, 12A, 12Y, 13, 13B, 14, 14A, 14B, 15, 15A, 17, 17B, 19, 19A, 21, 21B, 22, 22A, 22B, 22Y, 29, 30, 30A, 30B, 30Y, 31, 31A, 37, 38, 38A, 42 Távolsági járatok S10 G10 , IC, InterRégió, EC, EN, ER, gyorsvonat, expresszvonat, | Győr Városháza, 2-es posta, Honvéd liget, Révai Miklós Gimnázium, Földhivatal, Megyeháza, Győri Törvényszék, Büntetés-végrehajtási Intézet, Richter János Hangverseny- és Konferenciaterem, Vízügyi Igazgatóság, Zenés szökőkút, Bisinger József park, Kormányablak |
| ∫                                                             | ∫                                                             | ∫                                                             | Bartók Béla út, Kristály étterem                                            | 19                                                            | 15                                                            | 21                                                            | 5, 5B, 5R, 7, 9, 9A, 21, 21B, 38, 38A | Helyközi autóbusz-állomás, Munkaügyi központ, ÉNYKK Zrt. forgalmi iroda, Leier City Center |
| 23                                                            | 21                                                            | 29                                                            | Roosevelt utca (Bartók-emlékmű)                                             | 18                                                            | 14                                                            | 20                                                            | 5, 5B, 5R, 7, 9, 9A, 17, 17B, 19, 19A, 21, 21B, 38, 38A | Gárdonyi Géza Általános Iskola, Attila utcai Óvoda |
| 25                                                            | 22                                                            | 31                                                            | Bartók Béla út, vásárcsarnok                                                | 17                                                            | 13                                                            | 19                                                            | 5, 5B, 5R, 7, 9, 9A, 17, 17B, 19, 19A, 21, 21B, 38, 38A | Vásárcsarnok, Dr. Kovács Pál Könyvtár, Vármegyei Rendőr-főkapitányság, Mosolyvár Óvoda |
| 27                                                            | 24                                                            | 33                                                            | Szent Imre út, Magyar utca                                                  | 15                                                            | 12                                                            | 17                                                            | 2, 2B, 5, 5B, 5R | Erzsébet Ligeti Óvoda, Szent Imre templom, Erzsébet liget, Révai Miklós Gimnázium Kollégiuma, Kölcsey Ferenc Általános Iskola |
| 28                                                            | 25                                                            | 34                                                            | Szent Imre út, Megyei rendelő                                               | 14                                                            | 11                                                            | 16                                                            | 5, 5B, 5R | Erzsébet liget, Megyei rendelőintézet |
| 30                                                            | 26                                                            | 36                                                            | Vasvári Pál utca, kórház, főbejárat                                         | 12                                                            | 9                                                             | 14                                                            | 11Y, 13, 13B, 14, 14A, 14B, 16, 23, 23A, 24, 25, 26, 28, 32, 34, 36, 37 | Petz Aladár Egyetemi Oktató Kórház, Győr Plaza, Nemzeti Adó- és Vámhivatal Nyugat-dunántúli Regionális Bűnügyi Igazgatósága |
| 32                                                            | 28                                                            | 38                                                            | Tihanyi Árpád út, adyvárosi tó                                              | 10                                                            | 8                                                             | 12                                                            | 2B, 7, 17, 17B, 20, 26, 38, 38A, 41 | Győr Plaza, Adyvárosi tó, PENNY MARKET |
| 34                                                            | 30                                                            | 40                                                            | Jereváni út, posta                                                          | 8                                                             | 7                                                             | 10                                                            | 2B, 7, 17, 17B, 20, 26, 38, 38A, 41 | Szabadhegyi Magyar-Német Két Tanítási Nyelvű Általános Iskola és Gimnázium, Lepke utcai Óvoda, Posta |
| 35                                                            | 31                                                            | 41                                                            | Jereváni út, József Attila utca                                             | 7                                                             | 6                                                             | 8                                                             | 17, 17B, 26, 38, 38A | Szent Anna templom |
| 37                                                            | 33                                                            | 43                                                            | Zichy Ottó utca                                                             | 5                                                             | 5                                                             | 6                                                             | | Református templom |
| 39                                                            | 35                                                            | 45                                                            | Szent Imre út, József Attila utca (↓) József Attila utca, Szent Imre út (↑) | 4                                                             | 4                                                             | 5                                                             | 5, 5B, 5R | Radó Tibor Általános Iskola, Veres Péter Mezőgazdasági és Élelmiszeripari Szakképző Iskola és Kollégium |
| 41                                                            | 36                                                            | 47                                                            | Kismegyer, körforgalom                                                      | 2                                                             | 2                                                             | 2                                                             | 5, 5B, 5R | Kismegyeri temető |
| 42                                                            | 37                                                            | 48                                                            | Kalász utca                                                                 | 1                                                             | 1                                                             | 1                                                             | 5, 5B, 5R | |
| 43                                                            | 38                                                            | 49                                                            | Kismegyer, Arató utca, Major utca végállomás                                | 0                                                             | 0                                                             | 0                                                             | 5, 5B, 5R | Győr-Moson-Sopron Megyei Mezőgazdasági Szakigazgatási Hivatal Növény- és Talajvédelmi Igazgatóság |

1. 1 2  Csúcsidőszakon kívül a menetidő rövidebb. Egyes járatok kiemelt csúcsidei menetidővel közlekednek.

- Sárás:

Győr peremterületén, a Galántai út mentén elhelyezkedő üdülőövezet. Ma már lakóövezetté nőtte ki magát, kb. 80 család él Sáráson. A szennyvíz bevezetése még hátra van, ezért csak pár rossz minőségű aszfaltozott útja van.
Az Irisz utcától a Dunakapu térig családi házas övezetek váltják egymást. Az autóbusz a Mosoni Dunán lévő hídon áthaladva hagyja el a Szigetköz területét és tér át a történelmi belvárosba.
- Rónay Jácint utca (egyetem) A járat kiváltotta a Szabadhegyről indult 17Y számú járatot, amely időszakosan a tanárokat és a diákokat vitte a campus területére.

- Teleki László utca (színház)

Visszaútban érinti az „új”  győri színházat.

- Révai Miklós utca (forgalmi telep)

A járat az 5-ös autóbusz „végállomásán” betartja a pontos menetidőt, hogy az útvonalon lévő csatlakozó (átszálló) lehetőségeket igénybe lehessen venni.
- Városháza

A forgalmi telepről kiindulva érinti a városházi megállót. Jelentősége, hogy innen van autóbuszos átszállási lehetőség, illetve a győri főpályaudvart lehet elérni 2 perces sétával.

A Baross hídon áthaladva elérjük Nádorvárost, megjegyezve azt, hogy visszaútban a hídláb belvárosi megállójából a közlekedési lámpánál áthaladva a győri sétálóutcában lehetünk. Azonkívül a közigazgatási intézmények 5 perces sétával elérhetők.
A következő megállókból a győri vásárcsarnok érhető el. Itt található a városi könyvtár, a telefonközpont, valamint a Tesco győri irányító egysége is. Ezután két megálló a kórháznegyedet érinti. Először a városi rendelő intézet, majd a Petz Aladár megyei kórház főbejárata jön.
- Ady-városi tó

A tó mellett a megszűnt adyvárosi autóbusz decentrum (végállomás) illetve a győri pláza található.
A Győr–Celldömölk-vasútvonalon keresztül a József Attila lakótelep főutcáján áthaladva a József Attila utcára kanyarodva érjük el a veszprémi főutat.
- Kismegyer körforgalom

A 82-es főutat a körforgalomnál hagyjuk el. Innen egy mellékútra érünk, melyen Töltéstava, Győrság, Pázmándfalu, Táp ésTápszentmiklós települések érhetők el. A körforgalom építésének az volt a célja, hogy a Győrbe irányuló nagy átmenőforgalmat lassítsa, illetve Kismegyer településrész biztonságosan megközelíthető legyen. Az út hátralévő része családi házas övezetben van.
Turistáknak ajánlható a kismegyeri emlékmű megtekintése.

## Külső hivatkozások
- Babitzky Ákos – dr. Kovács Ferenc: A Kisalföld Volán Rt. bemutatása (2001)
- Menetrend